# 바리 (단위)
바리(barye, 기호: b 또는 Ba)는 압력의 CGS 단위계(센티미터-그램-초, Centimetre-gram-second)이다. 1 바리는 1 다인(dyne, 10−5 N(뉴턴))의 힘이 1 제곱센티미터(m2)의 면적에 작용할 때 압력으로 정의된다. 정확히 1 dyn 매 cm2와 같다.

## 정의
1 Ba = {\displaystyle 1\ {\tfrac {\mathrm {dyn} }{\mathrm {cm} ^{2}}}=} 0.1 Pa(10−1 Pa) = 1×10−6 bar = 1×10−4 피에즈 = 0.1 N/m2 = 1 g⋅cm−1⋅s−2
106 Ba = 1 MBa = 1 Bar = 14.5038 psi
1 atm = 1 013 250 Ba
1 Pa = 10 Ba

## 같이 보기
- CGS 단위계
- SI 단위계